# 弱侏儒蛛
弱侏儒蛛（学名：Meioneta mallis）为皿蛛科侏儒蛛属的动物。在中国大陆，分布于山西等地。